# باشگاه ورزشی فرایبورگ ۲
باشگاه فوتبال فرایبورگ ۲ (انگلیسی: SC Freiburg II) یک باشگاه فوتبال مستقر در فرایبورگ، ایالت بادن-وورتمبرگ، آلمان است که در حال حاضر در لیگا ۳، سومین سطح لیگ فوتبال در این کشور به فعالیت می‌پردازد. 
فرایبورگ ۲، به عنوان تیم دوم باشگاه فوتبال فرایبورگ کار می‌کند و مطابق با قوانین، هرگز نباید با تیم اصلی در یک سطح رقابت کند.